# Laurin & Klement A
Laurin & Klement A — первый автомобиль, разработанный компанией L & K (с 1925 года Škoda Auto).

## История
В 1905 году L & K сделали свой первый автомобиль, получивший название L&K Voiturette Type A. В этом же году автомобили были выставлены на классические гонки в Семмеринге (Австрия), где победили в классе дорожных автомобилей.
Слово Voiturette означает «экипаж», потому что представляет собой самый легкий тип автомобиля. Термосифонная (только без насоса) система охлаждения, смазка мотора разбрызгиванием масла (требовался долив каждые 10 км), один-единственный трансмиссионный тормоз вместо механизмов в колесах — все это уже тогда было анахронизмом.
Voiturette A изготавливались большими сериями (иногда по 100 штук) для того времени. Автомобиль экспортировался во многие страны Европы и в Японию. Автомобиль быстро разошёлся по Чехословакии, особенно его купили те люди, которым автомобиль нужен в сторону профессии. Voiturette обладает небольшим расходом топлива и большой надёжностью и прочностью. Также с Voiturette не требовался шофёр (тогда он был нужен). После выпуска автомобиля L & K открыла представительства во многих странах (даже в Новой Зеландии).